# Allograpta sycorax
Allograpta sycorax är en tvåvingeart som först beskrevs av John Edward Hull 1947.  Allograpta sycorax ingår i släktet Allograpta och familjen blomflugor. Inga underarter finns listade i Catalogue of Life.